# Vâlcești
Vâlcești falu Romániában, Erdélyben, Fehér megyében. Közigazgatásilag Alsóvidra községhez tartozik.

## Fekvése
Alsóvidra mellett fekvő település.

## Története
Vâlceşti az Erdélyi-középhegységben, a hegyoldalakon, völgyekben elszórtan fekvő, pár házból álló Alsóvidrához tartozó móc falvak egyike, mely korábban Alsóvidra része volt.  1956-ban vált külön településsé 51 lakossal.
1966-ban 61, 1977-ben 35, 1992-ben 13, 2002-ben 8 lakosa volt.